# Prestwood
Prestwood – wieś w Anglii, w hrabstwie Buckinghamshire, w dystrykcie (unitary authority) Buckinghamshire. Leży 47 km na północny zachód od centrum Londynu. W latach 1870–1872 osada liczyła 947 mieszkańców.